# Свирин, Юрий Михайлович
Юрий Михайлович Свирин (29 января 1900 — 23 января 1986) — советский театральный актёр, драматург — автор ряда пьес, в т.ч. «Болдинская осень». Артист Ленинградского академического театра драмы имени А. С. Пушкина (1936—1977). Заслуженный артист РСФСР (1957).

## Биография
Родился 29 января 1900 в Санкт-Петербурге.
В 1910—1919 учился в Царскосельской гимназии, которую окончил уже как 1-ю Единую трудовую школу. Принимал участие в гимназических спектаклях, был соседом по парте М. И. Царёва.
В 1919—1922 годах служил в Красной Армии — красноармеец театральной труппы при политуправлении военного округа, театральный инструктор при политотделе 5-й западной бригады.
Затем учился в Школе русской драмы при Петроградском академическом театре драме.
В 1923—1924 годах — артист Петроградского театра миниатюр «Карусель».
В 1924—1925 годах — артист Петроградского театра миниатюр «Балаганчик», летом 1925 — артист Петрозаводского театра драмы.
10 лет — в 1925—1936 годах — артист Ленинградского государственного Большого драматического театра имени М. Горького .
40 лет — в 1936—1977 годах — артист Ленинградского академического театра драмы имени А. С. Пушкина.
Во время Великой Отечественной войны и Блокады Ленинграда, был в составе фронтовой группы актёров Театра народного ополчения под руководством Н. К. Черкасова.
Награждён медалями «За оборону Ленинграда» (1944), «За доблестный труд в Великой Отечественной войне» (1946), «В память 250-летия Ленинграда» (1957).
22 июня 1957 года присвоено звание Заслуженный артист РСФСР.
Умер 23 января 1986 года.

## Творчество
Автор ряда пьес («Научград», «Терентий Иванович», «Болдинская осень»). Член Союза писателей СССР с 1939 года.
Пьесы ставились на сценах ленинградских и московских театров, так «Терентий Иванович» была поставлена ещё в 1937 году на сцене Ленинградского театра комедии Николаем Акимовым.
Наибольшую известность приобрела пьеса «Болдинская осень» об одноимённой поре жизни А. С. Пушкина, впервые поставленная в 1969 году, а в 1974 году экранизированная Ленинградским телевидением СССР как фильм-спектакль.

…как в Пушкинском театре отражена пушкинская тема? Новым спектаклем «Болдинская осень». Это «представление о Пушкине в 3-х действиях», написанное артистом Ю. Свириным и поставленное режиссёром Р. Горяевым, стало приметным событием театральной жизни. Спектакль ленинградцев не отнесешь, как бывало это не раз в подобных случаях, к заранее уже знакомым и к тому же малооригинальным сценическим иллюстрациям к пушкинской биографии. Он обогащает Пушкиниану нашего искусства смелостью творческих исканий.— театральный критик Н. А. Абалкин, 1975 год

## Фильмография
Снялся в эпизодичных ролях в нескольких фильмах и телеспектаклях:
- 1960 — Дама с собачкой — профессор, играющий в карты
- 1966 — Маленькие трагедии (фильм-спектакль) — Соломон, ростовщик
- 1967 — Твой современник — Аркадий Аркадьевич Серебряков, академик
- 1968 — Живой труп — Петрушин, адвокат
- 1970 — Нахлебник (фильм-спектакль) — Нарцыс Константинович Трембинский, дворецкий и метрдотель Елецкого
- 1971 — Маленькие трагедии — Соломон, ростовщик
- 1971 — Повесть о том, как поссорился Иван Иванович с Иваном Никифоровичем (фильм-спектакль) — эпизоод
- 1979 — Соловей — садовник
- 1982 — Солнечный ветер — член президиума